# David Garrison
David Earl Garrison (Long Branch (New Jersey), 30 juni 1952) is een Amerikaans acteur. Zijn bekendste rol is die van Steve Rhoades in de sitcom Married... with Children, die hij vervulde van 1987 tot en met 1990.
Ondanks dat Garrison genoot van het acteren voor de camera, miste hij het werk op de bühne. Na het vierde seizoen verliet hij de serie dan ook om zich te richten op het werk in het theater.
In latere afleveringen van Married... with Children vervulde Garrison nog enkele keren de rol van Steve Rhoades. Hij kwam dan steevast de nieuwe man van zijn ex-vrouw Marcy tegen, wat resulteerde in een competitie tussen beide heren.